# Acanthocephaloides propinquus
Acanthocephaloides propinquus é uma espécie de acantocéfalo pertencente à família Arhythmacanthidae.
A autoridade da espécie é Dujardin, tendo sido descrita em 1845.
Trata-se de uma espécie presente em território português, incluindo a sua zona económica exclusiva.
O género onde estava inicialmente era Echinorhynchus.